# Lluís Llach
Lluís Llach i Grande, katalonski kantavtor, * 7. maj 1948, Girona, Katalonija, Španija.
Lluís Llach je bil najvidnejši predstavnik katalonskega glasbenega gibanja »Nova Cançó« (Nova pesem). Svojo umetniško kariero je začel v obdobju Francove vladavine, ko je bila javna raba katalonskega jezika prepovedana. Leta 1967 se je priključil skupini glasbenikov, ki so s petjem izražali protest proti diktaturi in zatiranju katalonskega jezika. Njegova najbolj znana pesem iz tega obdobja je »L'Estaca«, ki je postala simbol protifrankističnega odpora. Leta 1978 jo je poljski pevec Jacek Kaczmarski uporabil kot predlogo za svojo pesem Mury, ki je kasneje postala neuradna himna poljskega gibanja Solidarność.
Llach je leta 2006 najavil, da bo s poslovilno turnejo zaključil svojo pevsko kariero. Zadnji poslovilni koncert je priredil 24. marca 2007 v vasi Verges v severni Kataloniji, kjer je preživel svoje otroštvo.